# غدانسك
غدانسك أو جدانسك (باللغة بالبولندية:Gdańsk) بالألمانية دانتزيغ هي مدينة بولندية تقع على بحر البلطيق. عام 2006 بلغ عدد سكانها 458,053 نسمة.
تعتبر الميناء الرئيسي لبولندا ويسمى ميناؤها باسم ميناء جدانسك وكان اسمه في فترة جمهورية بولندا الشعبية باسم ميناء لينين. حكمت المدينة من قبل الإمبراطورية الألمانية وشكل الألمان أكثرية سكانها خلال تاريخها وبعد الحرب العالمية الأولى وتوقيع الألمان لمعاهدة فرساي تمتعت المدينة بحكم ذاتي تحت رعاية عصبة الأمم طبقا لمعاهدة فرساي، ثم ضمت إلى بولندا بعد الحرب العالمية الثانية.
تعتبر دانزيج هي شرارة الحرب العالمية الثانية حيث ضربها هتلر في الأول من سبتمبر عام 1939 لتبدأ الحرب العالمية الثانية.
وقع الاختيار لانعقاد مؤتمر ويكيمانيا 2010 على هذه المدينة.

## التاريخ
في عام 1923، كان 95٪ من سكانها الألمان، وبعد الحرب العالمية الثانية، دمرت القوات السوفياتية المدينة (90٪) و قاموا بطرد الألمان نحو 120,000 نسمة. ثم تم إسكانها في المدينة البولنديين ومعظمهم جاءوا من المناطق الشرقية من البلاد من قبل الاتحاد السوفياتي. و قد تم تغير جميع أسماء الشوارع الألمانية، والمباني والأحياء إلى أسماء البولندية.
كانت المدينة جزءا من:
- مملكة بولندا: 997-1308
- النظام توتوني : 1308-1454
- الحرب الثالثة عشرة : 1454-1466
- مملكة بولندا : 1466-1569
- الاتحاد البولندي الليتواني : 1569-1793
- بروسيا : 1793-1807
- - : 1807-1814
- بروسيا : 1815-1871
- الإمبراطورية الألمانية : 1871-1918
- جمهورية فايمار : 1918-1920
- مدينة دانزيح الحرة : 1920-1939
- ألمانيا النازية : 1939-1945
- بولندا : 1945-1952
- جمهورية بولندا الشعبية : 1952 - 1989
- بولندا - حتى الآن : 1989

## الاقتصاد
يوجد الفروع الصناعية في المدينة مثل : بناء السفن والبتروكيماويات والصناعات الكيميائية، وتجهيز الأغذية. حصة القطاعات عالية التقنية مثل الإلكترونيات والاتصالات وتكنولوجيا المعلومات والهندسة، ومستحضرات التجميل والمستحضرات الصيدلانية آخذة في الارتفاع. تجهيز العنبر هو أيضا جزءا هاما من الاقتصاد المحلي، حيث الغالبية من ودائع العنبر في العالم تقع على طول ساحل بحر البلطيق. و أيضا تعتبر المدينة وجهة سياحية رئيسية في أشهر الصيف، والملايين من المواطنين البولنديين والاتحاد الأوروبي يتزاحمون على شواطئ ساحل بحر البلطيق.

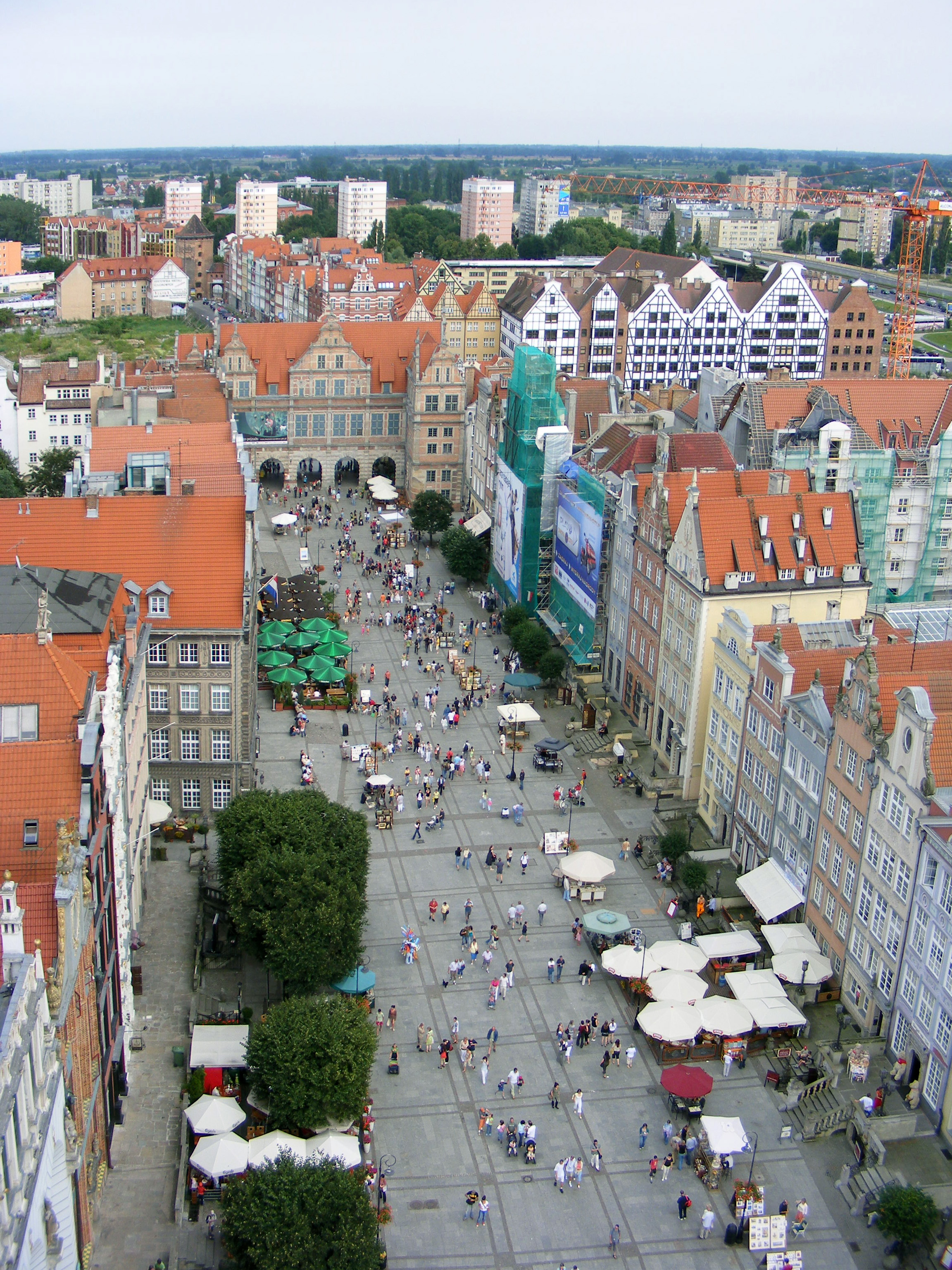
"الأسواق الطويلة" أحد المعالم السياحية في المدينة

## التعليم
في عام 2008 درس في المدن 78626 طالب، مما يجعلها واحدة من أكبر مراكز جامعة غدانسك في بولندا.
الجامعات الرائدة في مدينة غدانسك:
- جامعة غدانسك
- الجامعة التقنية في غدانسك
- الأكاديمية الطبية غدانسك
- أكاديمية التربية الرياضية في غدانسك
- أكاديمية الفنون الجميلة في غدانسك
- أكاديمية الموسيقى
- جامعة لصناعة السياحة والضيافة من غدانسك

بالإضافة إلى الجامعات الحكومية في غدانسك وأيضا هناك بعض الجامعات الخاصة والمراكز البحثية الأخرى في المدينة.

## المناخ
غدانسك تتمتع بمناخ معتدل مع جو بارد وغائم كليا، شتاء معتدل وصيف معتدل. وتتراوح متوسط درجات الحرارة من -1.0 إلى 17.2 درجة مئوية (30,2-63,0 درجة فهرنهايت) وهطول الأمطار يختلف من 31.0 ملم / شهر إلى 84.0 ملم/ شهر .
يبدأ الربيع في مارس اذار ويبدأ الطقس بالبرد والرياح، والصيف الذي يبدأ في شهر يونيو، ويكون الطقس في الغالب الحار الساخن ولكن في بعض الأحيان (مع درجة حرارة عالية تصل إلى مثل 30-35C مرة واحدة على الأقل في السنة) مع الكثير من أشعة الشمس تتخللها الأمطار الغزيرة. يوليو وأغسطس هي أشهر أكثر سخونة. الخريف يأتي في سبتمبر، وهو في البداية عادة ما تكون دافئة ومشمسة. و الشتاء يستمر من ديسمبر إلى مارس اذار ويتضمن فترات من الثلج. يناير وفبراير هي أبرد أشهر مع درجة الحرارة تنخفض أحيانا منخفضة تصل إلى -15 °C (5 °F).
| البيانات المناخية لـغدانسك        | البيانات المناخية لـغدانسك | البيانات المناخية لـغدانسك | البيانات المناخية لـغدانسك | البيانات المناخية لـغدانسك | البيانات المناخية لـغدانسك | البيانات المناخية لـغدانسك | البيانات المناخية لـغدانسك | البيانات المناخية لـغدانسك | البيانات المناخية لـغدانسك | البيانات المناخية لـغدانسك | البيانات المناخية لـغدانسك | البيانات المناخية لـغدانسك | البيانات المناخية لـغدانسك |
| الشهر                             | يناير                      | فبراير                     | مارس                       | أبريل                      | مايو                       | يونيو                      | يوليو                      | أغسطس                      | سبتمبر                     | أكتوبر                     | نوفمبر                     | ديسمبر                     | المعدل السنوي              |
| --------------------------------- | -------------------------- | -------------------------- | -------------------------- | -------------------------- | -------------------------- | -------------------------- | -------------------------- | -------------------------- | -------------------------- | -------------------------- | -------------------------- | -------------------------- | -------------------------- |
| متوسط درجة الحرارة الكبرى °م (°ف) | 2 (35)                     | 2 (35)                     | 4 (40)                     | 11 (52)                    | 15 (59)                    | 19 (66)                    | 22 (71)                    | 21 (70)                    | 16 (61)                    | 12 (53)                    | 4 (40)                     | 1 (33)                     | 11 (51)                    |
| المتوسط اليومي °م (°ف)            | −1 (30)                    | −1 (30)                    | 1 (34)                     | 7 (44)                     | 11 (51)                    | 14 (58)                    | 17 (63)                    | 17 (62)                    | 12 (54)                    | 8 (47)                     | 2 (36)                     | −1 (30)                    | 7 (45)                     |
| متوسط درجة الحرارة الصغرى °م (°ف) | −3 (26)                    | −4 (24)                    | −2 (29)                    | 2 (36)                     | 5 (41)                     | 9 (49)                     | 12 (53)                    | 12 (53)                    | 8 (47)                     | 5 (41)                     | 0 (32)                     | −4 (25)                    | 3 (38)                     |
| متوسط أيام هطول الأمطار           | 8                          | 6                          | 6                          | 7                          | 8                          | 8                          | 7                          | 7                          | 8                          | 11                         | 9                          | 6                          | 91                         |
| متوسط الأيام المثلجة              | 8                          | 8                          | 7                          | 3                          | 0                          | 0                          | 0                          | 0                          | 0                          | 0                          | 4                          | 7                          | 37                         |
| [بحاجة لمصدر]                     |                            |                            |                            |                            |                            |                            |                            |                            |                            |                            |                            |                            |                            |

## المدن الشقيقة
- بريمن، ألمانيا (منذ 1976)
- توركو، فنلندا (منذ عام 1987)
- برشلونة، إسبانيا (منذ عام 1990)
- كليفلاند، أوهايو، الولايات المتحدة الأمريكية (منذ عام 1990)
- كالمار، السويد (منذ عام 1991)
- هيليسينكور، الدنمارك (منذ عام 1992)
- مارسيليا، فرنسا (منذ عام 1992)
- روان، فرنسا (منذ عام 1992)
- كالينينغراد، روسيا (منذ عام 1993)
- سيفتون، إنجلترا، المملكة المتحدة (منذ عام 1993)
- سان بطرسبرج، روسيا (منذ عام 1993)
- أستانا، كازاخستان (منذ عام 1996)
- أوديسا، أوكرانيا (منذ عام 1996)
- روتردام، هولندا (منذ عام 1998)
- فيلنيوس، ليتوانيا (منذ عام 1998)
- نيس، فرنسا (منذ عام 1999)
- شنغهاي، الصين (منذ عام 2004)
- باليرمو، إيطاليا (منذ عام 2005)
- Bytów، بولندا (منذ عام 2007)